# Parenté
 (septembre 2022).
Si vous disposez d'ouvrages ou d'articles de référence ou si vous connaissez des sites web de qualité traitant du thème abordé ici, merci de compléter l'article en donnant les références utiles à sa vérifiabilité et en les liant à la section « Notes et références ».
 (août 2023).

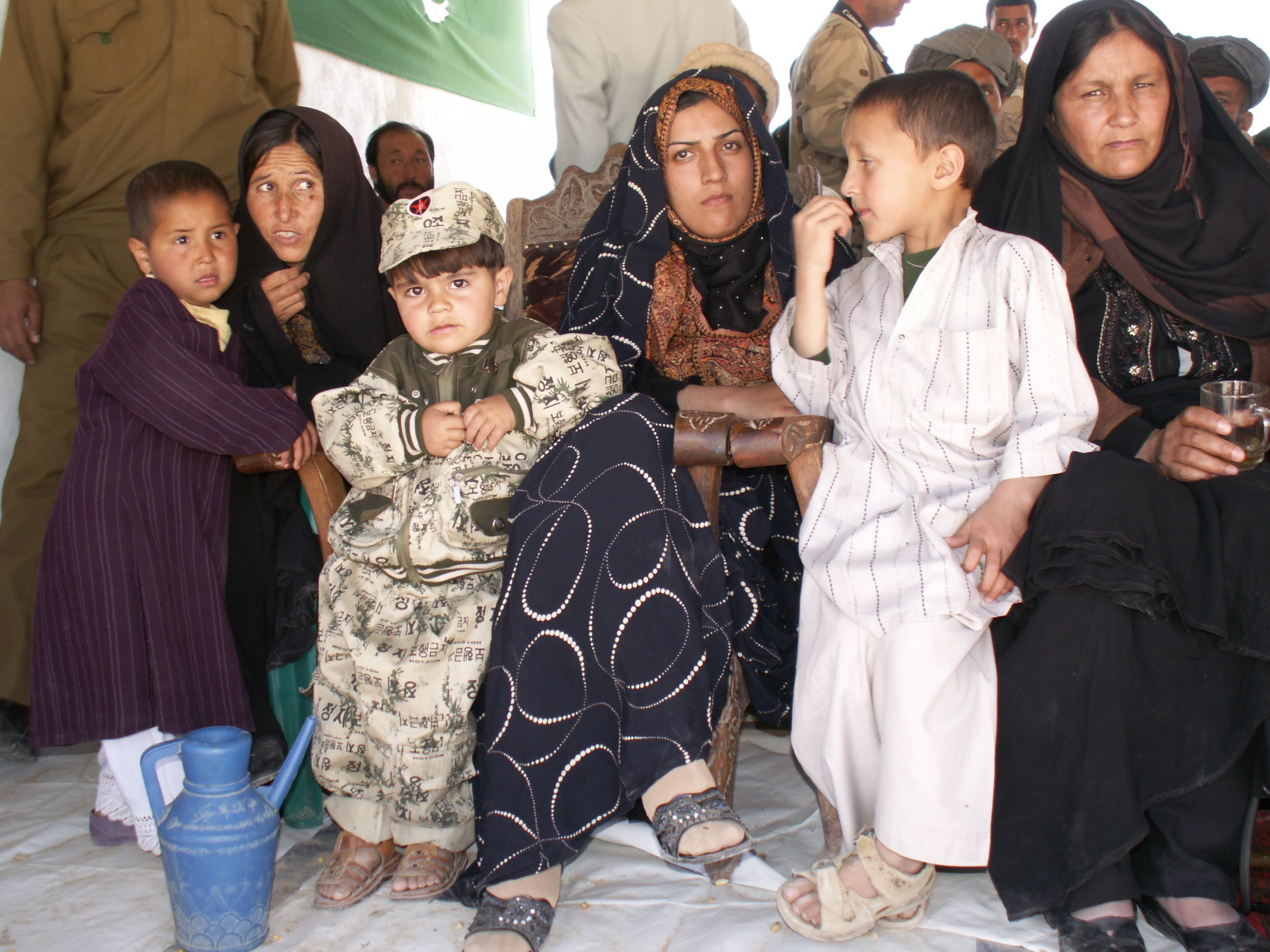
Une famille étendue dans la province de Chagcharan Ghowr, en Afghanistan.

La parenté est la relation sociale privilégiée qui unit les membres d'une même famille. Elle est fondée sur l'existence supposée d'une filiation commune ou d'une alliance. Dans le cas de la filiation, elle peut être biologique (filiation légitime ou naturelle) ou découler d'une adoption (filiation adoptive). Selon les sociétés, elle est le fondement de droits et d'obligations particulières, dans la branche du droit de la famille. Il existe un système de notation de la parenté.

## Un lien commun
Tous les individus d'une société donnée entretiennent avec d'autres individus des relations de parenté. Cependant, le rôle des parents sera différent selon les sociétés : dans les sociétés dites industrialisées, à côté des parents, un grand nombre de relations s'établissent en dehors de la parentèle (et ce dès le plus jeune âge, à la crèche et ensuite à l'école et au travail, dans un club de sport, etc.), ainsi la parenté a moins d'importance que dans des sociétés claniques où la parenté règle pratiquement toutes les relations.
La parenté articule des fonctions intégrantes et discriminantes qui vont au-delà des proches parents ou de la famille, que l'on donne à ce terme un sens étroit ou étendu. La filiation, par exemple, peut définir l'appartenance à des groupes pérennes qui s'étendent sur un réseau généalogique qui va bien au-delà des parents proches qu'un individu est amené à connaître ou à fréquenter au cours de sa propre existence, ses géniteurs, les oncles, ou les neveux, etc. À ce titre, un lignage, un clan, voire une caste, sont des extensions généralisatrices du principe de filiation. Dans une société donnée, on dira ainsi que les X sont les descendants du castor mythique ; dans telle autre, qu'ils sont les descendants de tel héros. Enfin, dans des sociétés stratifiées, la pérennité des échelons qui la composent repose aussi sur la filiation. L'aristocratie de l'ancien régime affirmait, entre autres, se distinguer de la roture par le « sang bleu » qui l'unissait de façon exclusive, et l'appartenance à l'aristocratie se transmettait par filiation. Ces exemples divers montrent que l'étude de la parenté, entendue d'une façon générale, permet de s'interroger sur des questions aussi centrales que « qui sommes-nous ? » et « qui sont les autres ? ».
La parenté a été analysée par les anthropologues de bien des manières, et selon des optiques parfois contradictoires. À défaut d'aborder l'histoire de cette sous-discipline de l'anthropologie, nous examinerons quelques concepts clés des études de parenté, en nous fondant sur les sources indiquées en bibliographie.

## Évolution de la parenté
La parenté humaine connait des similarités avec celle des collectifs de primates supérieurs.
La genèse évolutive de la parenté humaine reste à ce jour un domaine hautement conjectural. Christian Ghasarian évoque l'hypothèse d'une naissance conjointe de la parenté et du langage, et en tire une série de conséquences de type psychanalytique. La constitution d'une représentation de la filiation aurait ainsi donné plus d'importance au père qui, dès lors, aurait pu « s'interposer » dans la relation entre la mère et ses enfants, une nouveauté à son tour non dépourvue de conséquences sur le développement psychique de ces derniers. Toutefois, si la parenté humaine apparaît en même temps que le langage, on ne saurait montrer trop de prudence au moment d'en tirer des conséquences.
Lévi-Strauss se refuse à produire une genèse conjecturale de la parenté, mais admet pour sa part que pour qu'une parenté humaine puisse exister, trois conditions a priori sont nécessaires :
- l'existence de la règle comme règle ;
- la réciprocité comme forme d'intégration de soi et autrui ;
- le caractère synthétique du don.

Cette réunion d'éléments permet l'avènement d'une prohibition de l'inceste « humain » qui est au fondement du « contrat social » original et originel que constitue pour lui la parenté. Lévi-Strauss l'a parfois exprimé dans les termes classiques du passage de la nature à la culture. L'aliénation minimale de la prohibition – je ne peux pas épouser qui je veux – permet l'établissement d'un ordre collectif minimal – je peux épouser la femme que tu ne peux pas épouser. Il reste que le statut des trois conditions a priori de la parenté, pose problème d'un point de vue évolutif, et dans son rapport avec le développement du langage articulé, puisque l'on ne saurait les aborder autrement que comme des « propriétés invariantes » d'un « esprit humain » dont la conception est par définition soustraite à tout processus évolutif. S'il y a pour Lévi-Strauss un « esprit humain » il ne semble pas y avoir un « esprit animal », et par conséquent le problème de leur continuité ne peut même pas être posé. Résoudre la question de la parenté humaine, et sa continuité ou sa rupture avec l'organisation d'une « pré-parenté » chez les hominidés anciens, nécessite de répondre à la question épineuse de l'origine du langage.

## Liens de parenté

### Types de parenté

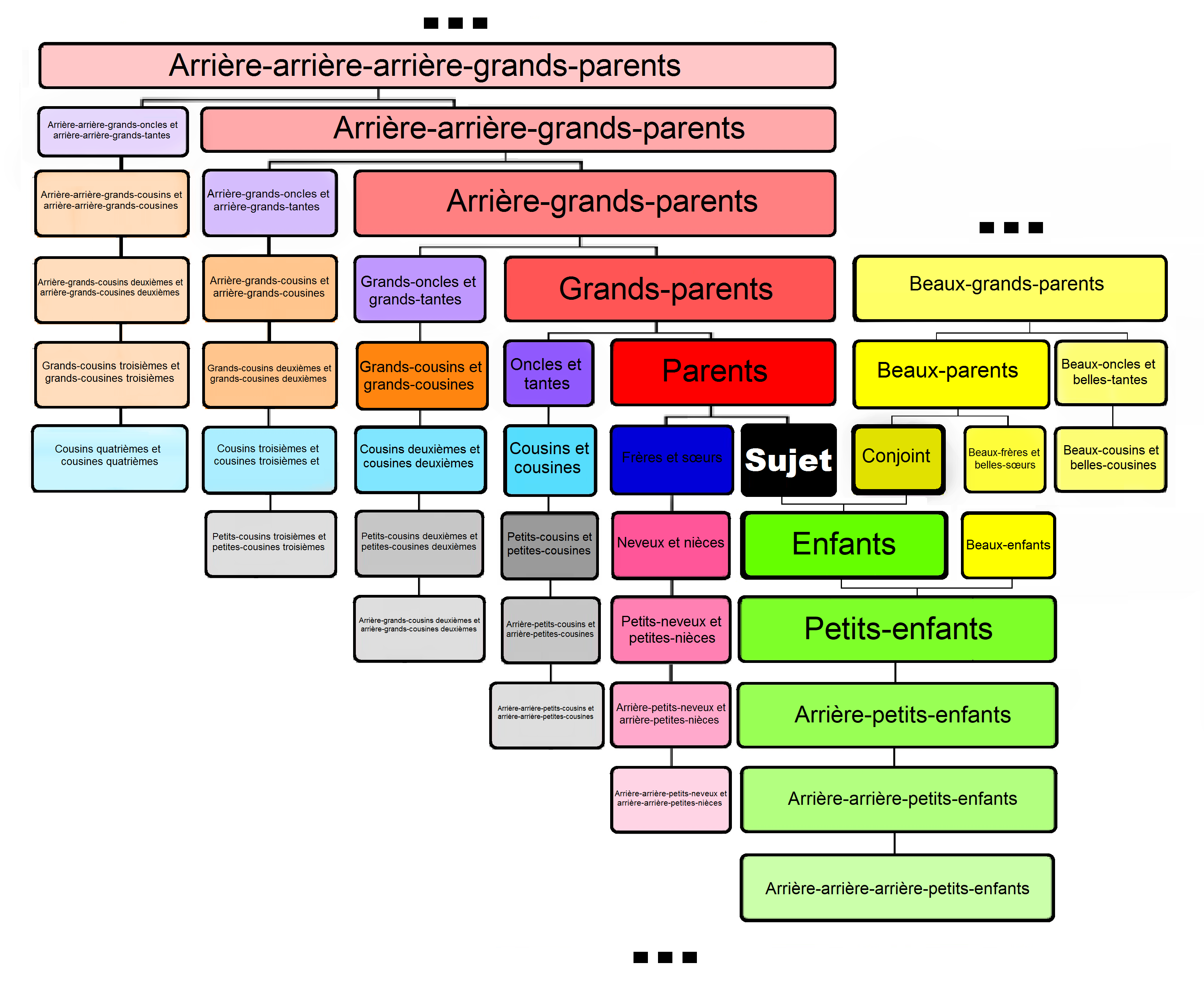
Tableau sommaire de parenté.

Parmi la parenté en général, on peut distinguer trois types de liens :
- la filiation ;
- l'alliance ;
- la germanité.

Les liens de parenté, bien qu'on ait tendance à les considérer comme « naturels » ou biologiques, ne le sont que dans la tradition occidentale : c'est ainsi que la « consanguinité » est considérée comme biologique. Mais dans cette tradition aussi, des liens de parenté peuvent être créés par un processus juridique, comme dans le cas de l'adoption ou de la fraternité symbolique (amitié par exemple). La parenté ne peut pas reposer exclusivement sur des liens consanguins, car ces liens impliqueraient la parenté de tous, surtout dans les petites sociétés. L'organisation sociale sur cette base serait impossible. Des liens de parenté sont donc généralement sélectionnés dans la généalogie, les autres n'étant pas pris en compte. Il apparaît donc que la consanguinité est surtout définie culturellement. La filiation définit ces liens.

### Degré de parenté en droit

#### Droit civil français
Le droit civil français définit le degré de parenté dans le titre relatif aux successions. Depuis le début du XIXe siècle, le degré de parenté y est défini comme le nombre total de générations qui séparent deux individus. Autrement dit, c'est la longueur du chemin qui va, dans leur arbre généalogique, de l'un à l'autre en passant par leur ascendant commun (qui peut être l'un d'eux). Un enfant et son père sont parents au premier degré. Deux sœurs sont parentes au deuxième degré : une « génération » de l'une des sœurs à leurs parents, plus une « génération » des parents à l'autre sœur ; un individu et son grand-père sont également parents au deuxième degré : une génération de l'individu à ses parents, plus une génération des parents au grand-père ; dans les deux cas, il y a un intermédiaire : le couple des parents (ou le parent commun). Un oncle et sa nièce sont parents au troisième degré. Des cousins germains sont parents au quatrième degré.

#### Droit civil belge
Le droit belge des successions, comme le droit civil français, définit le degré de parenté comme le nombre total de générations qui séparent deux individus.

#### Droit civil suisse
Le droit civil suisse appréhende la parenté selon sa ligne et sa proximité. La ligne est directe entre les personnes physiques qui descendent l'une de l'autre (p.ex. une mère et son fils, ou un grand-père et sa petite-fille); elle est collatérale pour les personnes qui descendent d'un auteur commun sans descendre l'un de l'autre (frères et sœurs, cousins, neveux, etc.). La proximité est, comme en droit français et en droit belge, définie selon le mode romain (par opposition au mode canonique ou allemand). Plus précisément, cela signifie que le degré de parenté est défini par le nombre de générations qui sépare les deux personnes : en remontant de la première jusqu’au parent commun, puis en redescendant vers la seconde. Ainsi, en ligne directe, le premier degré de parenté est le lien entre parents et enfants; le deuxième degré entre grands-parents et petits-enfants, etc. En ligne collatérale, le deuxième degré unit les frères et sœurs, le troisième degré les oncles et neveux, le quatrième les cousins (ou les grands-oncles et petits-neveux), etc. Il n'existe pas de premier degré en ligne collatérale.

#### Droit canon
Le droit canon de l'Église catholique définit, dans le texte relatif à la consanguinité, le degré de parenté entre deux individus comme étant, en ligne directe, le nombre de générations entre eux et, en ligne collatérale comme le plus grand des degrés dans les deux lignes directes.
Un frère et sa sœur sont ainsi « parents au premier degré ». Des cousins germains sont donc parents au deuxième degré car il faut remonter à la génération du grand-père ou de la grand-mère pour trouver un ancêtre commun. Ce mode de calcul vaut pour les individus d'une même génération. Lorsque les générations des deux individus considérés sont différentes, on mentionne les degrés de chacune des deux branches : un oncle et sa nièce sont dits « parents du premier au deuxième degré ». L'ancêtre commun est en effet le père ou la mère de l'oncle (premier degré) qui est aussi le grand-père ou la grand-mère de la nièce (deuxième degré).[réf. nécessaire]

## Filiation
La filiation est, selon Ghasarian, « le principe gouvernant la transmission de la parenté. » La filiation permet de donner un statut social à un individu et de classer les hommes, ce qui est particulièrement important, par exemple pour les règles du mariage. La filiation ne repose généralement pas sur des critères biologiques et dépend plutôt de la conception reçue du lien de parenté.
Les anthropologues distinguent trois grands types de filiation :
- filiation unilinéaire patrilinéaire ou matrilinéaire ;
- filiation bilinéaire ;
- filiation indifférenciée.

Note : ces organisations sont particulièrement complexes, et un exposé détaillé demanderait un grand nombre de schémas pour être intelligible. Nous nous en tiendrons donc à des généralités.

### Filiation unilinéaire
C'est l'organisation la plus répandue. La filiation est imposée à chacun, du côté du père ou de la mère. Généralement, dans ces systèmes, on estime l'importance du rôle physique de l'homme ou de la femme dans la procréation d'après cette appartenance au père ou à la mère.
Dans la plupart des filiations unilinéaires les femmes sont dominées par les hommes. D'après Laburthe-Tolra, ce système est fondé par la force physique, plus grande chez l'homme, et donc aussi par la violence, malgré la rébellion des femmes dans beaucoup de sociétés traditionnelles.
- Patrilinéaire (dite agnatique) : Dans cette filiation, l'individu appartient au groupe parental consanguin de son père. Les relations sociales à l'intérieur du groupe et le droit dépendent des hommes. La femme réside alors chez son mari et doit se soumettre à son autorité. Exemples : Birmanie, Chine ancienne, Grèce, Rome.
- Matrilinéaire (dite utérine) : L'individu est cette fois inclus dans le groupe consanguin de sa mère : les droits se transmettent par les femmes. Dans ce cas, le mari n'a que peu d'importance, et c'est le frère de la mère (oncle) qui possède des droits sur les enfants. On trouve aussi des sociétés où la parenté est patrilinéaire alors que le droit de propriété (y compris l'état d'homme libre) est matrilinéaire. Dans ce système, les femmes n'ont souvent pas plus de pouvoir politique que dans le système patrilinéaire, bien que leurs rôles économiques et religieux soient plus importants. On doit donc distinguer parenté matrilinéaire et matriarcat : la parenté matrilinéaire est la plupart du temps patriarcale.

### Filiation bilinéaire (dite aussidouble filiation)
Cette filiation rare combine les deux systèmes de filiation précédents. L'individu obtient des aspects sociaux précis de chaque côté : nom de famille, droits, devoirs, statuts, biens, culte des ancêtres, etc. Exemples : chez les Juifs, la parenté est patrilinéaire, mais la judéité se transmet par les femmes ; Touareg ; Hereros.

### Filiation bilatérale ou indifférenciée (ditecognatique)
L'individu fait dans ce cas partie d'au moins deux groupes de parenté, du côté de sa mère et de son père à partir des grands-parents. Cette organisation structure des sociétés plus complexes que dans les cas précédents. Selon Ghasarian, ce système de parenté concerne cinquante pour cent des sociétés humaines.
L'individu peut choisir sa filiation : en Occident, le choix n'est pas obligatoire pour avoir un statut, mais il l'est dans les sociétés traditionnelles, ce qui fait distinguer entre droits effectifs et droits potentiels. Par ce choix, l'individu doit s'établir en résidence dans l'une ou l'autre parenté, ou se partager entre les deux, et ses droits varient en conséquence. Ce choix laisse une grande liberté individuelle, puisque c'est l'individu qui est censé rendre ses droits effectifs ; l'individu peut en outre parfois modifier son choix de résidence.

### Réserves sur ces divisions
Des ethnologues ont fait remarquer que ces divisions sont trop rigides pour décrire les parentés réellement à l'œuvre dans les sociétés : c'est une certaine proportion de patrilinéarité et de matrilinéarité qu'on y trouverait en fait. Pour Rodney Needham (dans « La Parenté en question », citée par Ghasarian), il n'y a « aucun principe de filiation unique ». La conformité d'une société à un modèle uniforme est ainsi selon lui improbable. En conséquence, le classement des sociétés selon ces critères n'a rien d'évident.

## Le lignage
Le lignage est un ensemble de personnes (y compris les morts) qui descendent d'un même ancêtre (homme ou femme). Le lignage renvoie à l'ancien droit coutumier d'origine germanique (le lien du sang). Au Moyen Âge, le lignage structure la hiérarchie féodale, au sein de la noblesse (dite de sang). Ainsi, la vassalité qui unit au travers des obligations réciproques d'homme libre à homme libre était le plus souvent jointe au lignage et à la parenté (c'est-à-dire à l'alliance par le mariage de deux lignages, par exemple, les mariages d'Anne de Bretagne avec Charles VIII puis avec Louis XII qui firent entrer la Bretagne dans le royaume de France).
Le lignage comprend de très nombreux aspects :
- organisation (économie, travail, etc.) ; y compris dans les sociétés traditionnelles le don et le contre don ;
- droit (héritage / succession, autorité des Anciens, gestion et usage des biens, etc.) ;
- fiscalité (droits de succession, définition fiscale du ménage, etc.) ;
- religion (cultes des ancêtres) ;
- service (chasse, gestion du bétail, etc.) ;
- etc.

Cet ensemble forme une personne morale (encore que juridiquement ce terme s'applique plutôt aux sociétés et associations), dont les membres sont les représentants.

## Relations des individus dans la parenté
- Le respect
- La familiarité
- Les interdits (notamment l'inceste)
- L'évitement : cette relation, qui s'apparente au respect, comporte de nombreux aspects liés à la personne évitée. Évitement des regards, des contacts physiques, de la présence, de la réalisation de certains actes (nutrition par exemple) en présence de la personne, etc. Ce comportement concerne plusieurs types de relation et se produit suivant le lieu, le moment de la journée, etc. : mari et femme, gendre et beaux-parents, etc. Par exemple, dans certaines sociétés, le gendre est censé se cacher s'il aperçoit sa belle-mère : c'est un comportement de crainte qui doit permettre d'éviter les conflits et conserver le respect mutuel.
- Les relations à plaisanteries

## Alliances et mariage

### Types de mariages
Le mariage est l'union de deux personnes (traditionnellement : une femme et un homme ; et plus récemment : deux femmes ou deux hommes), formant ainsi une famille, qu'ils aient des enfants ou non. C'est en effet la fonction sociale du mariage qui est prise en compte.
Le nombre d'époux et d'époux détermine une des classifications possibles des mariages :
- monogamie : dans un mariage monogame, l'époux a une seule épouse et réciproquement ;
- polygamie. c'est le mariage d'un individu (homme ou femme) avec plusieurs personnes (hommes ou femmes) ; on distingue deux types de mariage polygame :
  - mariage polygynique, où l'homme a plusieurs épouses légitimes. Cette pratique est généralement associée au statut social de l'homme, le nombre de femmes témoignant de son importance et de sa puissance. Le statut des femmes y est variable : les femmes peuvent être enfermées comme des biens (signe de richesse), ou au contraire disposer d'une grande liberté dans leurs activités par une répartition des tâches entre les épouses ;
  - mariage polygynique sororal : l'homme se marie à une femme, puis par la suite à sa sœur, voire à plusieurs d'entre elles ;
  - mariage polyandrique : la femme a plusieurs hommes légitimes ;
  - mariage polyandrique fraternel : la femme se marie avec des frères.

Il existe de nombreuses formes de mariage particulières, parmi lesquelles :
- le lévirat. Dans ce type de mariage, une femme doit épouser le frère de son mari défunt. Le nouveau mari a alors le devoir de poursuivre la lignée de son frère ; les enfants issus de cette union seront socialement considérés comme ceux de l'ancien mari. Exemples : Grèce antique, Rome ;
- le sororat. Dans ce type de mariage, c'est cette fois la sœur d'une épouse défunte qui assure la continuité de la lignée.
- le mariage morganatique : pour les souverains, mariages où l'un des époux, et les enfants du couple, renoncent à une partie des prérogatives d'héritage.

Pour exemple, un homme stérile peut se marier dans la quasi-totalité des pays du monde. Une femme stérile peut par exemple tenir le « rôle d'un homme » tel qu'il est défini chez les Nuer.

### Quelques aspects

#### Fidélité des mariés
L'épouse est généralement considérée par l'homme et se voit elle-même comme un bien, comme dans le cas de la polygynie[réf. nécessaire]. À ce titre, c'est souvent la virginité de la future mariée qui fait sa valeur[réf. nécessaire]. Les rapports sexuels avant le mariage sont pour une femme une cause de déshonneur et d'impureté dans de nombreuses sociétés traditionnelles. Quant à l'homme, il est souvent tenu d'épouser la femme avec qui il a eu des rapports sexuels[réf. nécessaire].
L'adultère est soit interdit aux deux époux, soit accepté pour les deux, soit interdit à l'un des deux seulement. Ce point, comme la virginité, est lié à l'honneur et peut entraîner des vengeances. Dans certaines sociétés, les femmes sont échangées entre époux[réf. nécessaire].
Le partage d'un des deux conjoints peut également faire l'objet d'un accord plus ou moins temporaire avec des proches en raison du manque de partenaires potentiels, de vigueur sexuelle ou bien en échange de services particuliers, système particulièrement répandu en Amazonie Indigène.

## Statut social
La parenté offre un statut social qui a souvent joué un rôle déterminant dans l'organisation du pouvoir. L'anthropologie politique étudie ces éléments. Même en l'absence de définition juridique, on reconnait souvent dans les familles :
- le chef de famille ;
- le statut des femmes ;
- le statut des anciens ;
- le statut des ancêtres.